# Grind (okręg Hunedoara)
Grind – wieś w Rumunii, w okręgu Hunedoara, w gminie Lăpugiu de Jos. W 2011 roku liczyła 52 mieszkańców.